# اللواء 115 مشاة (اليمن)
اللواء 115 مشاة هو لواء مشاة يمني يتبع للمنطقة العسكرية الرابعة . يتمركز اللواء حالياً في مدينة لودر بمحافظة أبين، ويعتبر هذا اللواء من الجيش المؤيد لعلي عبد الله صالح والحوثيون خلال حرب اليمن الأهلية في 2015.

## القادة
| م | القائد | بداية | نهاية | المدة |
| - | ------ | ----- | ----- | ----- |
| 1 |        |       |       |       |